# Línea T1 (Canelones)
La línea T1 es una línea urbana de Canelones, une la ciudad de Paso Carrasco con el barrio Talar de la ciudad de Pando. 
Antes del año 2020 sus denominaciones eran L1 (rojo y negro), las cuales cambiaron a raíz de la reestructura del STM, aunque en algunos autobuses (los que poseen destino a la antigua, es decir a manija o "rollo") aún conservan dichas denominaciones, a la espera de su recambio.

## Características
Creada como línea 801 y operada desde sus inicios por la Compañía de Ómnibus de Pando, quien en el año 2013 decidió renunciar a su operación, por lo que la misma sería asumida de forma inmediata por la empresa Tala Pando Montevideo, quien la denominaría como línea L1.
 

En el año 2020 debido a su incorporación al Sistema de Transporte Metropolitano nuevamente fue modificada su denominación, pasando a denominarse como línea T1. 

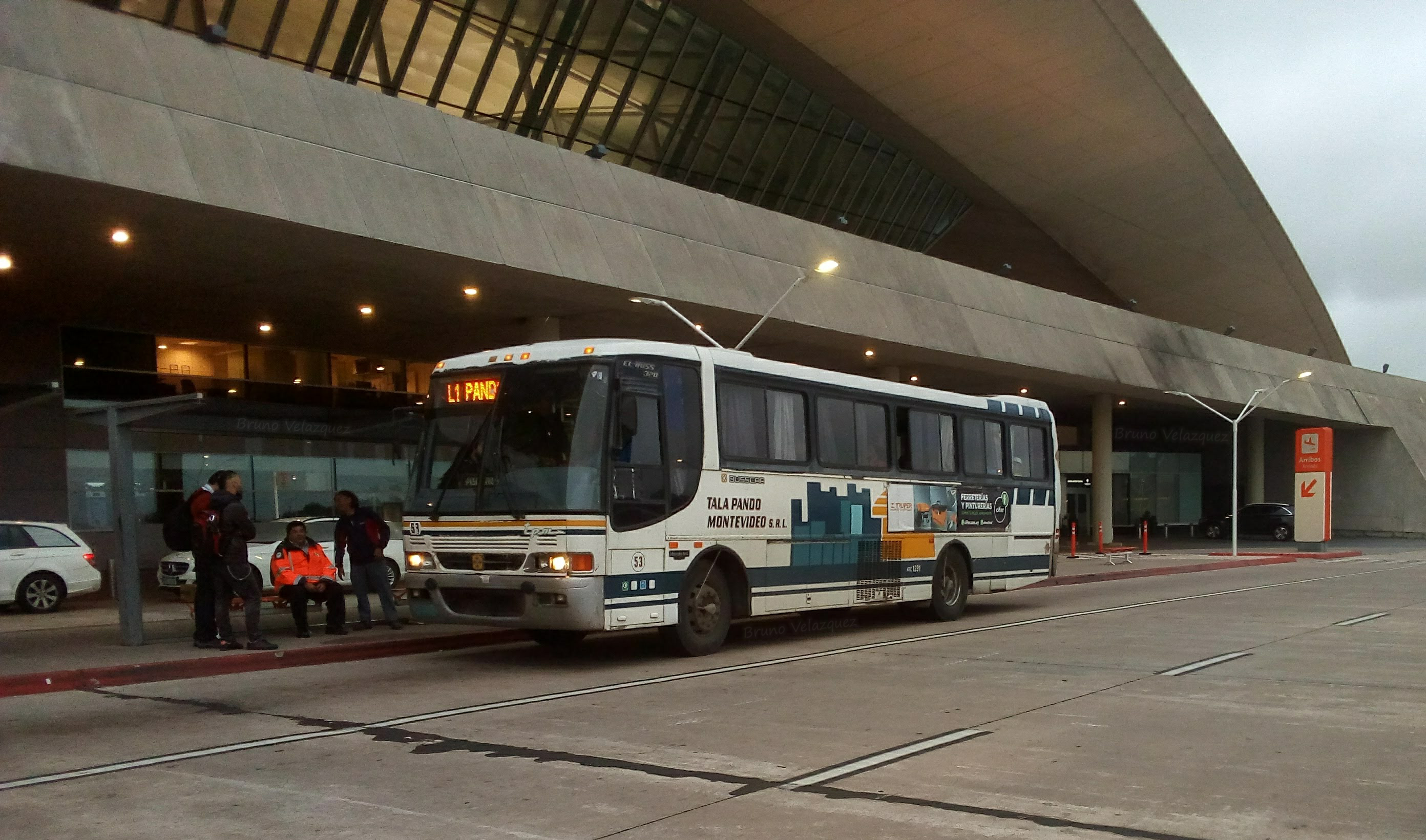
Pasando por el Aeropuerto Internacional de Carrasco

## Recorrido
La línea T1 pasa circula por las ciudades de Paso Carrasco, Líber Seregni, Barros Blancos y Pando.
| Paso Carrasco - Pando |

| Partida (Paso Carrasco) - Pedro Figari - Avenida Wilson Ferreira Aldunate - Ruta 101 - (Aeropuerto de Carrasco) - Ruta 8 - Francisco Menezes - Iturria - Canelones - Santiago Laurnaga - Washington Furriol - Calle 11 - Chile. | Retorno (Pando) - Calle 11 - Washington Furriol - Santiago Laurnaga - Wilson Ferreira Aldunate - Ruta 8 - Ruta 101 - (Aeropuerto de Carrasco) - Avenida Wilson Ferreira Aldunate - Juan M. Blanes - San Martín - Pedro Figari - Frigorífico Carrasco |